# Клюково (Великопольське воєводство)
Клюково (пол. Klukowo, нім. Klukowo, 1939-45 Blankenfelde) — село в Польщі, у гміні Злотув Злотовського повіту Великопольського воєводства.
Населення — 245 осіб (2011).
У 1975-1998 роках село належало до Пільського воєводства.

## Демографія
Демографічна структура станом на 31 березня 2011 року:
|          | Загалом | Допрацездатний вік | Працездатний вік | Постпрацездатний вік |
| -------- | ------- | ------------------ | ---------------- | -------------------- |
| Чоловіки | 121     | 40                 | 77               | 4                    |
| Жінки    | 124     | 28                 | 74               | 22                   |
| Разом    | 245     | 68                 | 151              | 26                   |